# ル・トリアノン
ル・トリアノン (Le Trianon) は、パリにある劇場およびコンサート・ホール。モンマルトルの丘のふもと、18区のロシュシュアール通りに位置する。

## カフェ・コンセール（1894-1900年）
「トリアノン＝コンセール」は、カフェ・コンセールとして1894年にエリゼ・モンマルトルの庭園に建てられた。当時、いくつかの劇場を手がけていた若手建築家のエドゥアール・ ニエルマン（1859-1928年）による設計である。パリ最初の音楽ホールの1つとして1895年に開業した。ミスタンゲット（ジャンヌ・ブルジョワ）は、プティ・カジノと開業1年目のトリアノン・コンセールでデビューを飾った。彼女の声質は細かったものの、妖艶な演技とその美脚でムーラン・ルージュのスターになった。
1897年、エリゼ・モンマルトルの新しい所有者によって2つの部屋が増築された。1つはコンサート、レビュー、リサイタル用で、もう1つはダンス、スケート用である。エドゥアール・ ニエルマンは増築にあたり、ギュスターヴ・エッフェルがパリ万国博覧会 (1889年)で使用した鋼鉄を使用した。ラ・グーリュやGrille d’Egoût、Valentin le désosséといったアーティストがステージで公演し、アンリ・ド・トゥールーズ＝ロートレックは常連であった。早着替えアーティストのレオポルド＝フレゴリもここで公演した。
1900年2月17-18日の夜にかけて発生した火災により、ホールとエリゼのその他の建物が焼失。建物の正面部分だけが残った。フレゴリはこの火災で装飾品や衣装を全て失った。

## 劇場と音楽ホール（1902-1939年）
火災の後、シャルル・ガルニエの弟子でアレクサンドル3世橋の設計を手がけた建築家のジョセフ・カシアン・バーナードが、新しく1000席と2階分のバルコニー席を備えたイタリア様式の劇場の建設に着手した。1902年12月18日に「トリアノン＝テアトル」として開業。1903年に「テアトル・ヴィクトル＝ユーゴー」に改称。助成金を受け、古典作品にも上演の機会を与えた。1906年に「トリアノン＝コミック」に改称。オペラ＝コミック座のオペレッタを専門にしていた一団が本拠地としていた。ピカソは劇場を訪れ、多くの常連の似顔絵を描いていた。1917年に「トリアノン＝リリーク」に改称。1920年に「ル・トリアノン」に改称。1936年にはイヴェット・ギルベール、マリ・デュバ、フレエル、ピエール・ダックなどが公演する音楽ホールとなった。

## 映画館（1939-1992年）
1936年に設置されたプロジェクターを使用し、1939年に「シネフォン・ロシュシュアール」と呼ばれる映画館になった。ジャック・ブレルは1950年代初めに頻繁に訪れ、いくつかの歌詞を書いている。戦後、映画館は名所の1つとなり、ドキュメンタリーやニュース映画、ライブ・パフォーマンスなどファミリー・ショー、カラー映画、シネマスコープを上演した。そのほか時代劇に続き、マカロニ・ウェスタン、カンフー映画なども上演された。しかしながら、1980年代半ばになるとテレビやビデオ・カセット・レコーダの普及に伴い人気が落ち、1992年に映画館は閉館した。

## 近年

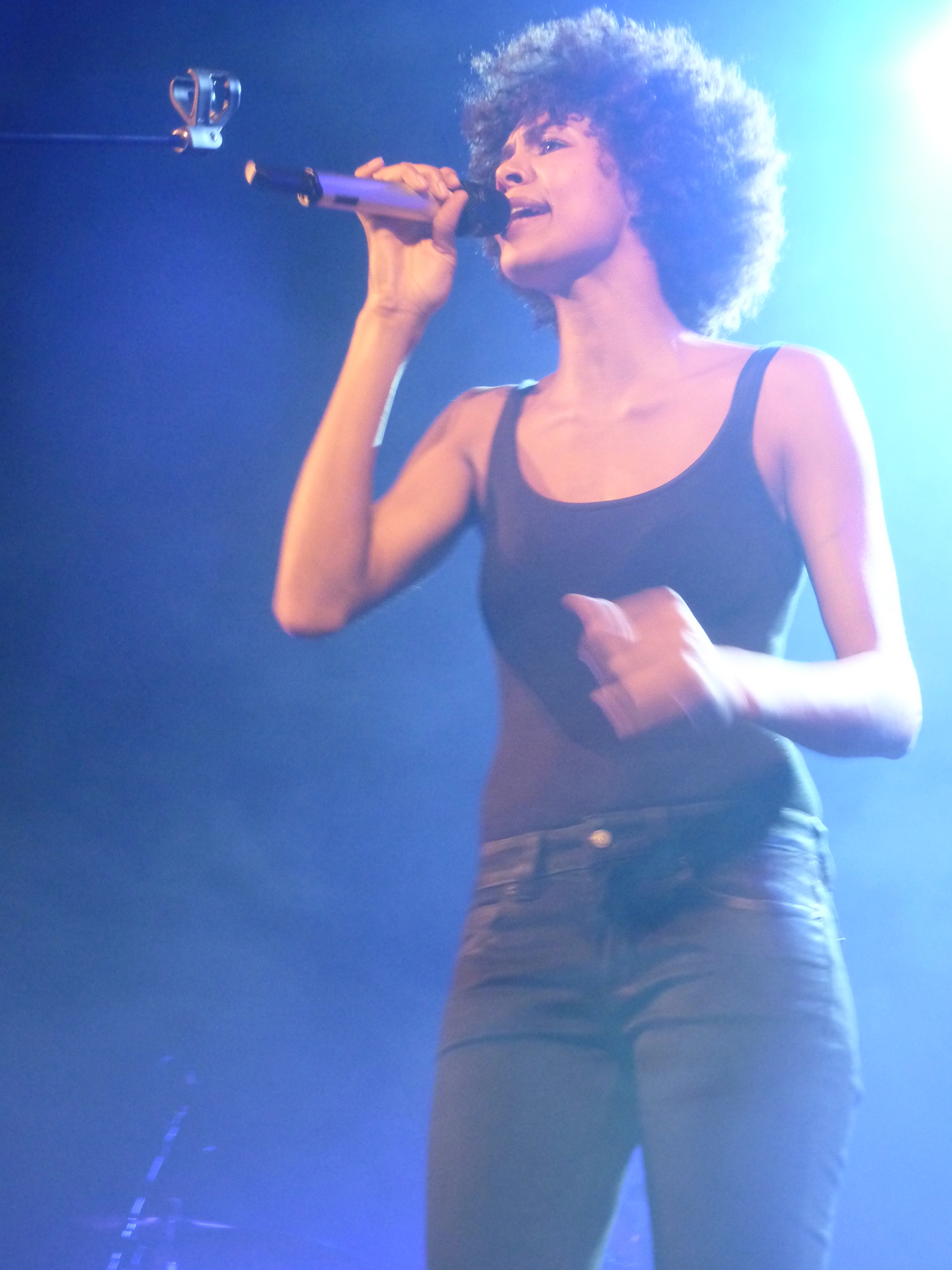
トリアノンで公演するアヨ（2011年3月21日）。

ライブ公演に主軸を戻すと、クラシック音楽などを上演したが、次第にカーラ・ブルーニ、ベナバール、ジャック・イジュランなどの歌手の公演やミュージカル・コメディーの上演で最も知られるようになる。また、オペラ、ミュージカル、ショー・ケース、ファッション・ショー、映画の試写会、バラエティ、フェスティバルも上演した。2003年からTV番組『ヌーヴェル・スター』 のオーディションの最終選考の会場として使用されている。2005年9月23日にはレ・ リグルスがショーの収録をしている。
1988年に歴史的建造物として登録された建物は、修復工事のため2009年に一時的に閉館。2010年11月20日に再オープンを迎え、M.I.A.、ゴールドフラップ、デフトーンズ、トリッキー、アヨ、シック、ハーマン・デューン、ジュリアン・ドレ、チリー・ゴンザレス、ロドリーゴ・イ・ガブリエーラ、ラファエル・サディーク、メイシー・グレイなどが一連のコンサートを行った。2012年6月にはインドネシア人歌手のアングンがコンサートを行った。2012年11月17日にはリアーナがアルバム『アンアポロジェティック』のプロモーションを兼ねた『777ツアー』でル・トリアノンに登場した。2013年7月にはシンガー・ソングライターでラッパーのケシャが2度目のソロ・ツアー『ウォーリアー・ツアー』の欧州レグで公演した。

## 施設概要
トリアノンは1階に大玄関があり、舞踏会場、冬園、劇場、レストラン、楽屋、ケータリング、オフィスを備えている。劇場の席数は一等席647、バルコニー席440である。2つのバルコニーにはそれぞれのホールがあり、ロビーと舞踏会場に通じる大階段がある。1階の喫茶店「ル・プティ・トリアノン」は、劇場の開業当時から営業していたが一度閉店し、2011年4月に20年ぶりに営業を再開した。最寄り駅は地下鉄アンヴェール駅である。

## ギャラリー

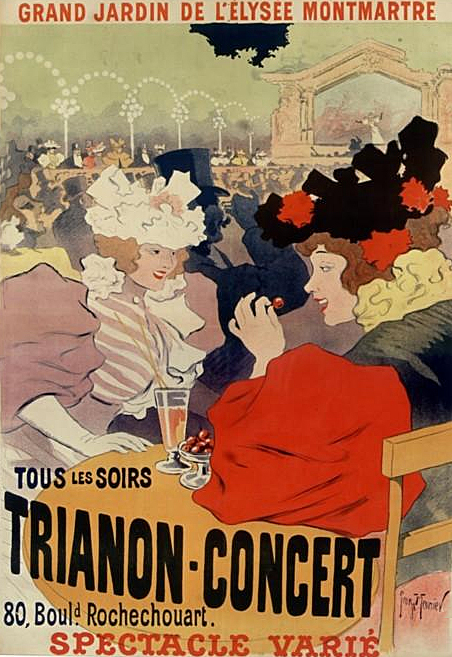
カフェ・コンセールの1895年のポスター。
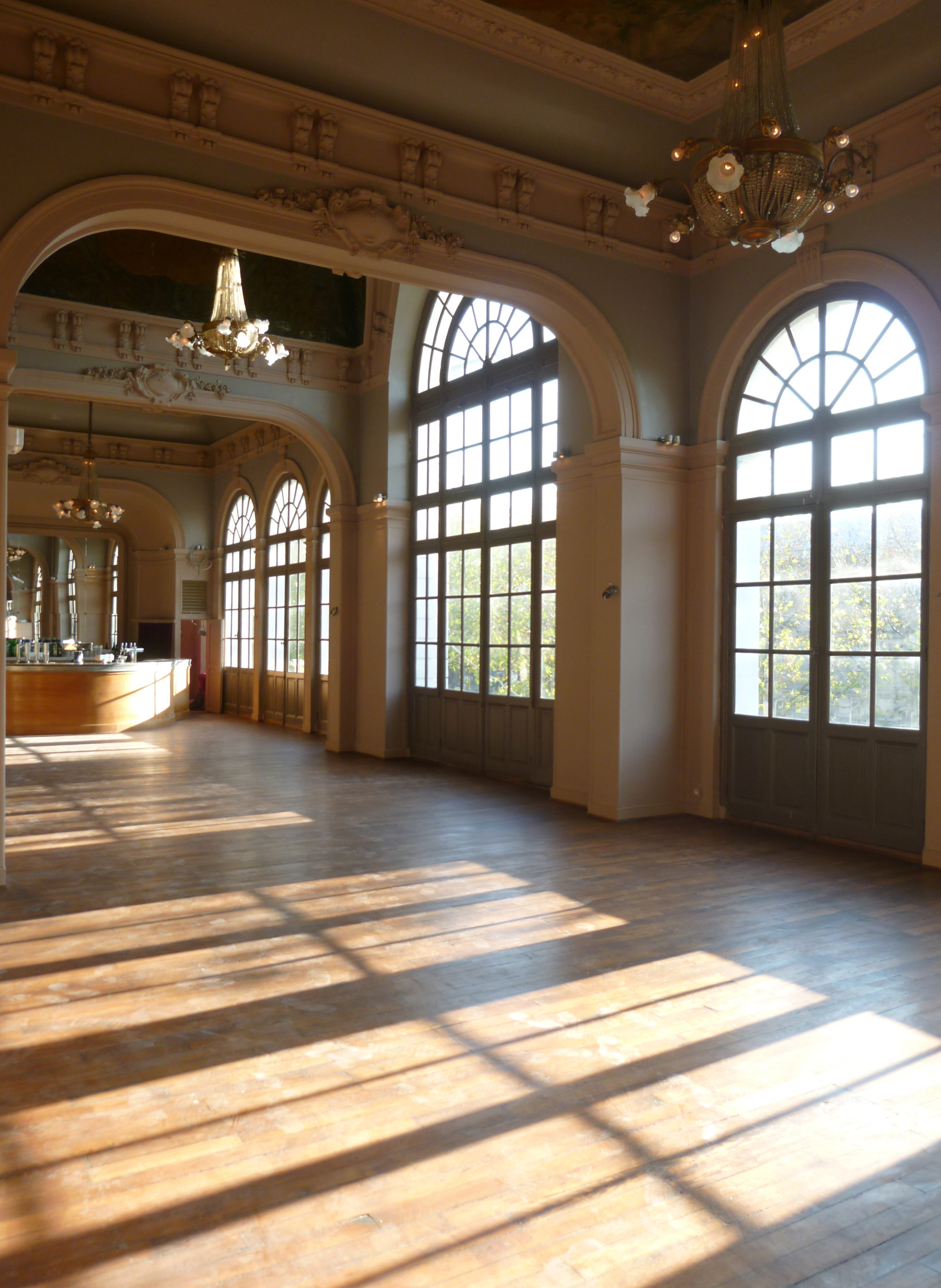
舞踏会場。
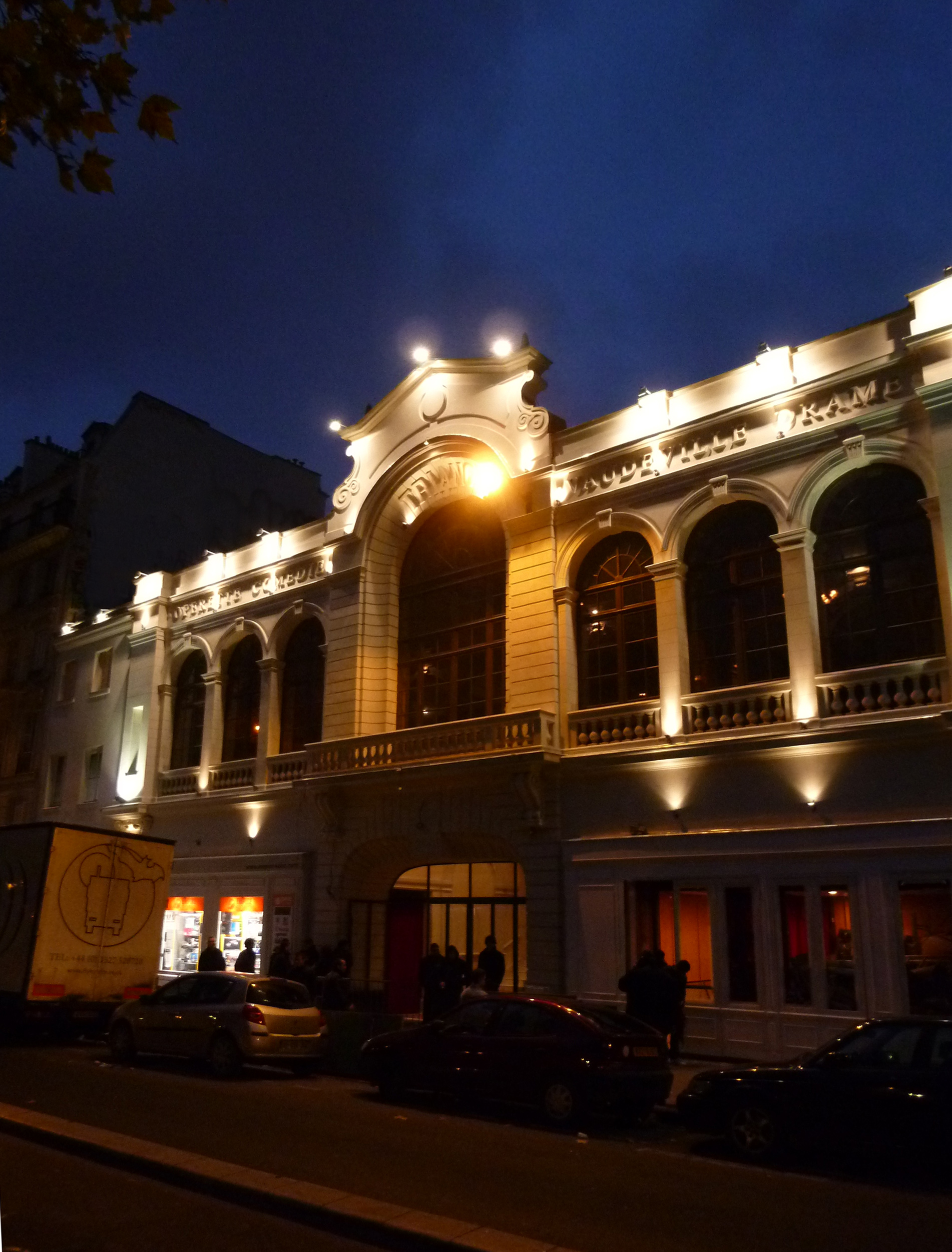
修復工事後となる建物の正面（2010年）。
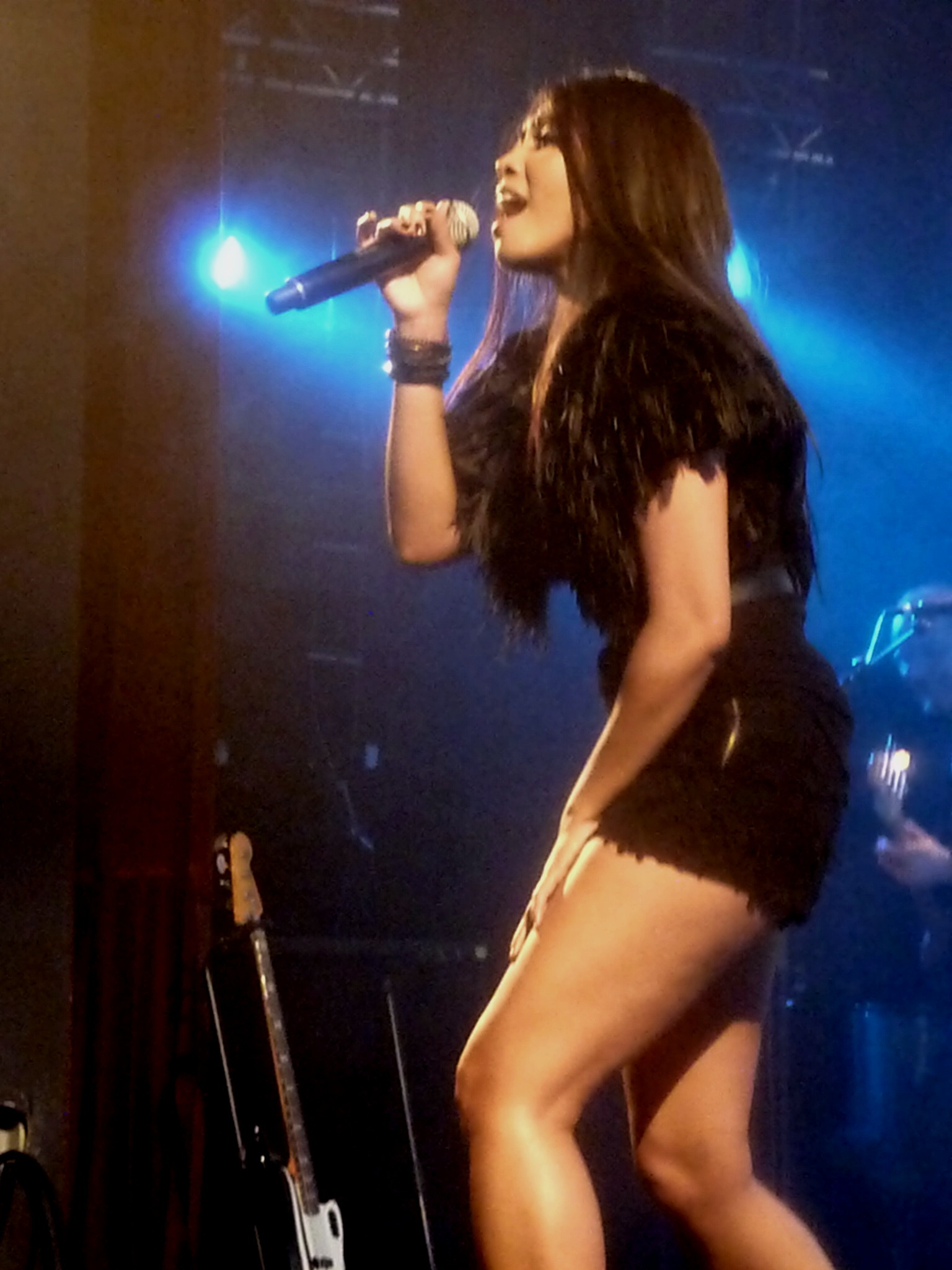
歌手のアングンのトリアノンでのコンサート（2012年6月）。

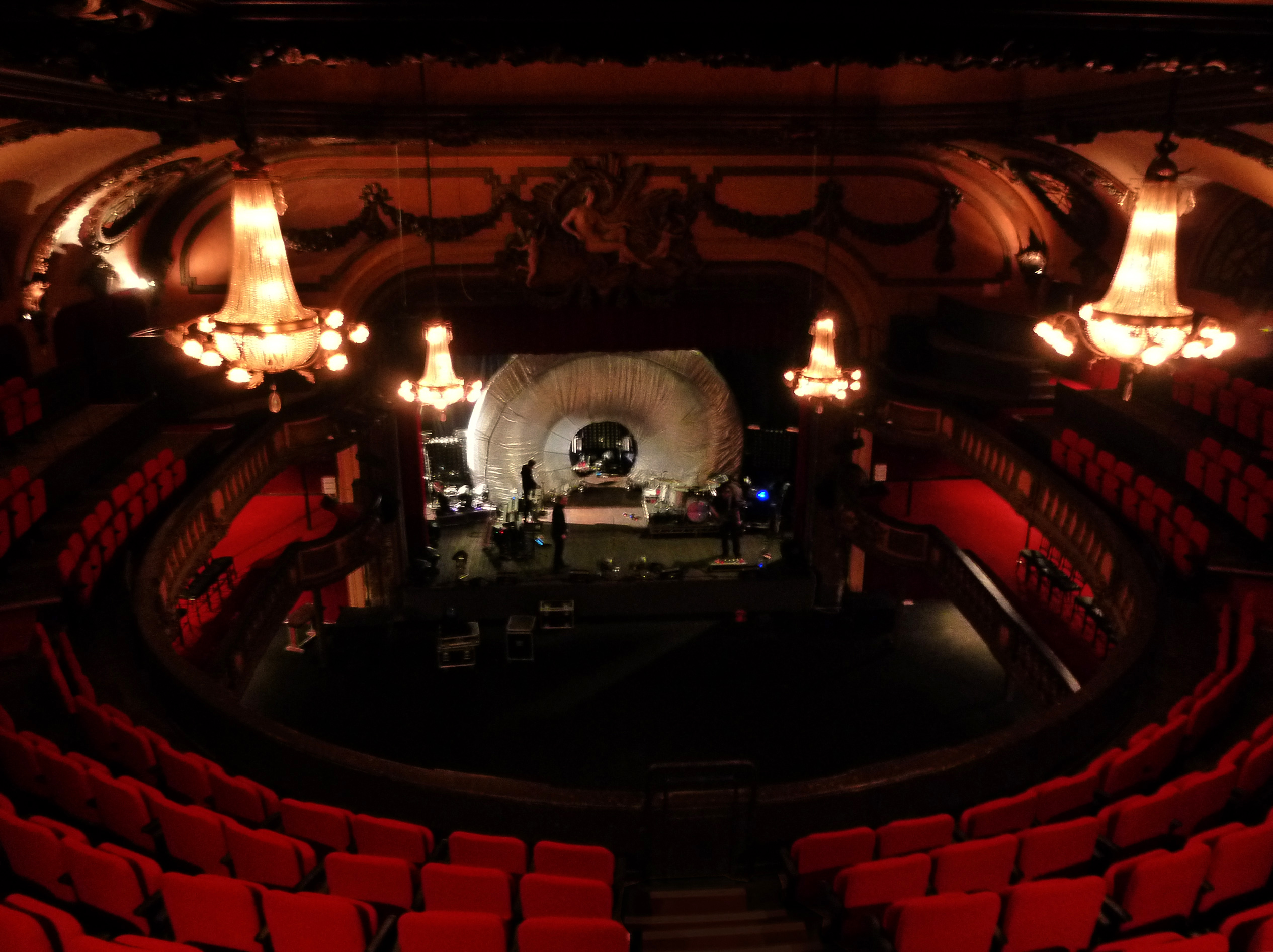
上階バルコニー席からの眺め。
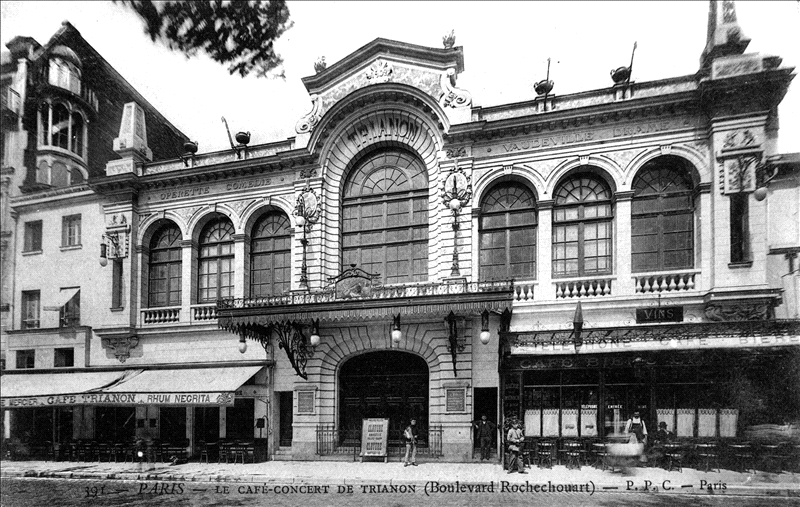
カフェ・コンセールの古い写真。建物の正面部分だけは1900年の火災を免れた。
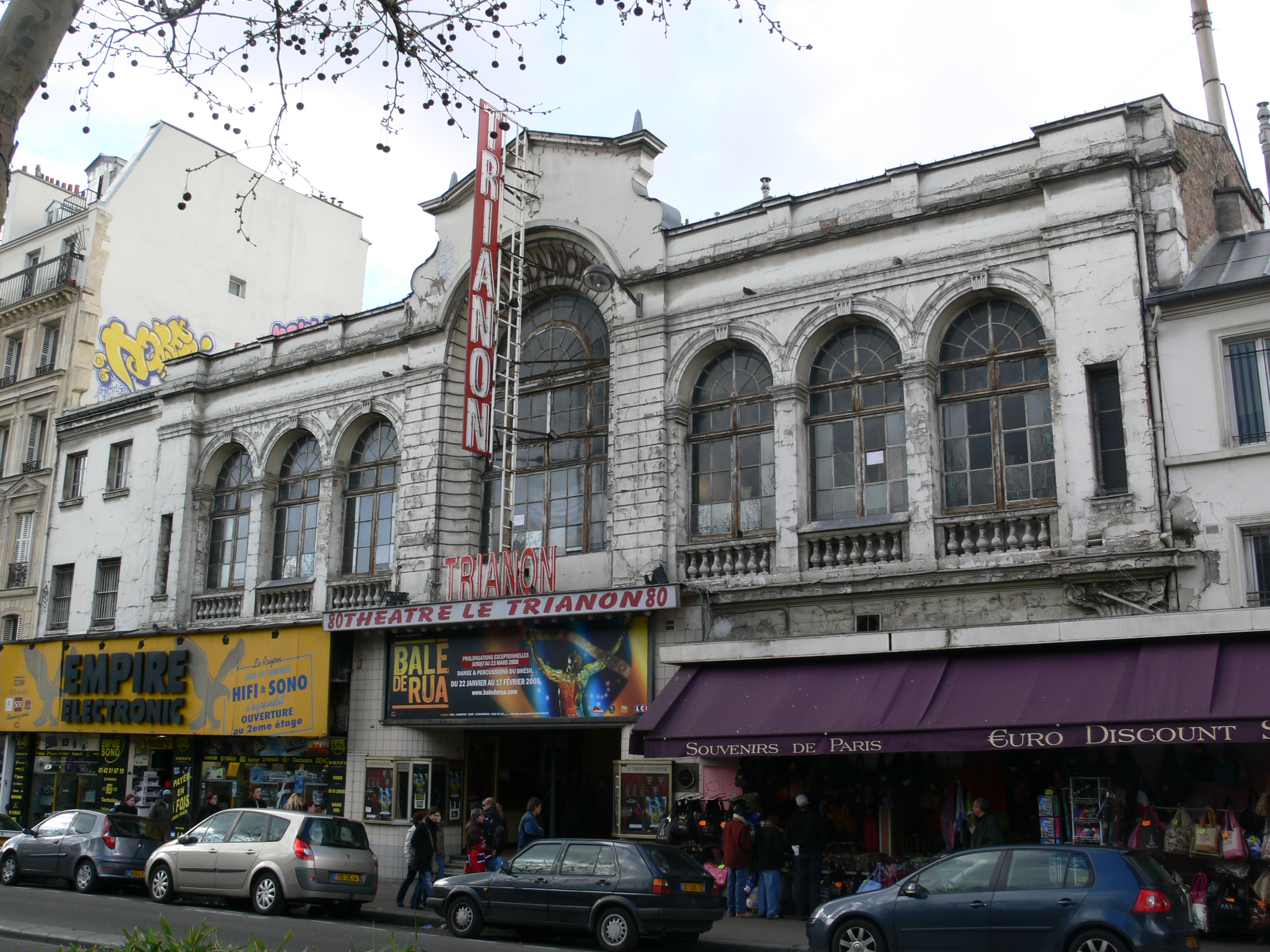
修復工事前となる2008年の外観。